# Pterolophia pseudolaosensis
Pterolophia pseudolaosensis är en skalbaggsart som beskrevs av Stefan von Breuning 1958. Pterolophia pseudolaosensis ingår i släktet Pterolophia och familjen långhorningar.
Artens utbredningsområde är Laos. Inga underarter finns listade i Catalogue of Life.